# Whiting Peak
Whiting Peak är en bergstopp i Antarktis. Den ligger i Östantarktis. Australien gör anspråk på området. Toppen på Whiting Peak är 1 567 meter över havet, eller 542 meter över den omgivande terrängen. Bredden vid basen är 8,7 km.
Terrängen runt Whiting Peak är huvudsakligen kuperad. Trakten är obefolkad. Det finns inga samhällen i närheten. 